# Tamon Jamaguči
Kontradmirál Tamon Jamaguči (山口 多聞, Jamaguči Tamon, 17. srpna 1892 – 5. června 1942) byl jedním z nejschopnějších admirálů japonského císařského námořnictva. Absolvent univerzity v Princetonu zemřel během bitvy o Midway, když odmítl opustit svou potápějící se vlajkovou loď Hirjú.

## Kariéra před druhou světovou válkou
Jamaguči se narodil v roce 1892 v prefektuře Šimane. V roce 1912 absolvoval 40. běh japonské císařské námořní akademie jako druhý ze 144 kadetů. Mezi lety 1921 a 1923 studoval americkou historii na Princetonské univerzitě. V roce 1929 byl v japonské delegaci, která se účastnila Londýnské námořní konference. Roku 1932 byl povýšen na kapitána. Mezi lety 1934 až 1937 byl posledním japonským námořním přidělencem ve Washingtonu, D.C. a v letech 1938–1940 náčelníkem štábu japonského 5. loďstva (第五艦隊 Dai-go Kantai).

## Druhá světová válka
V roce 1940 byl povýšen na kontradmirála a zároveň na velitele 2. divize letadlových lodí (第二航空戦隊 Dai-ni Kókú Sentai) 1. letecké floty (第一航空艦隊 Dai-iči Kókú Kantai) Nagumova úderného svazu letadlových lodí (機動部隊 Kidó Butai). Jeho vlajkovou lodí byla až do počátku května 1941 letadlová loď Sórjú. V této funkci se 7. prosince 1941 podílel na útoku na Pearl Harbor a na operacích v Indickém oceánu proti britským námořním silám (9. – 12. dubna 1942). Počátkem května 1941 přenesl svoji vlajku na Hirjú.

## Smrt

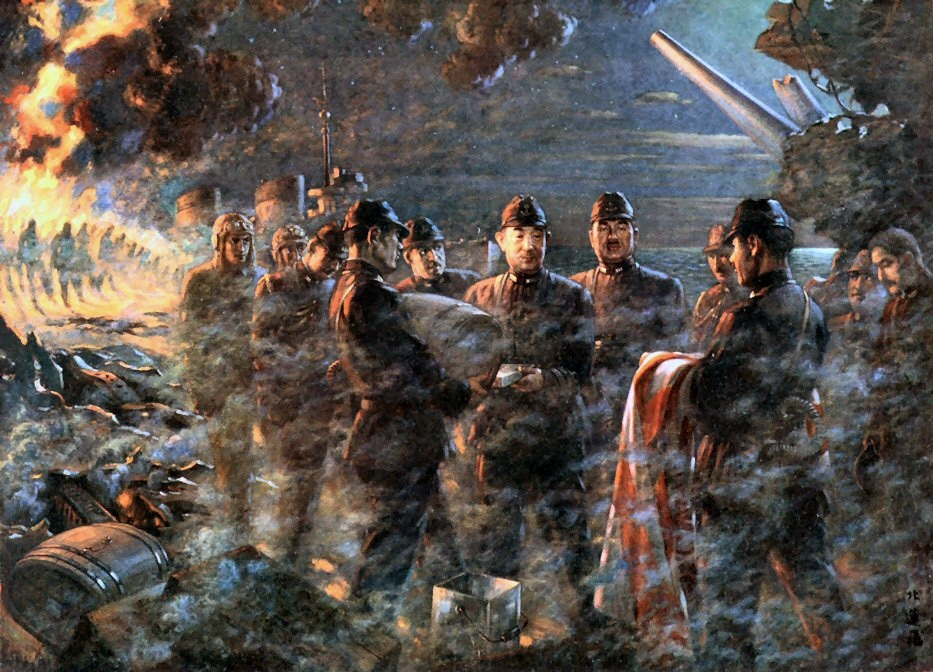
Japonský obraz „Poslední okamžiky života admirála Jamagučiho“.

Dne 4. června 1942 padl v bitvě u Midway, když odmítl opustit svou potápějící se loď Hirjú. Spolu s ním odmítl opustit loď její kapitán Tomeo Kaku. Japonsko v jeho osobě ztratilo jednoho ze svých nejtalentovanějších admirálů a pravděpodobného nástupce vrchního velitele Isoroku Jamamota.